# 沃洛韋齊河
沃洛韋齊河（烏克蘭語：Воловець），是烏克蘭的河流，位於該國西部，屬於里卡河的左支流，發源自斯特里加利尼亞北面，流經外喀爾巴阡州，河道全長12公里，流域面積33.5平方公里。